# Simsboro
Simsboro – wieś w Stanach Zjednoczonych, w stanie Luizjana, w parafii Lincoln.